# ترميم نهر إلوا

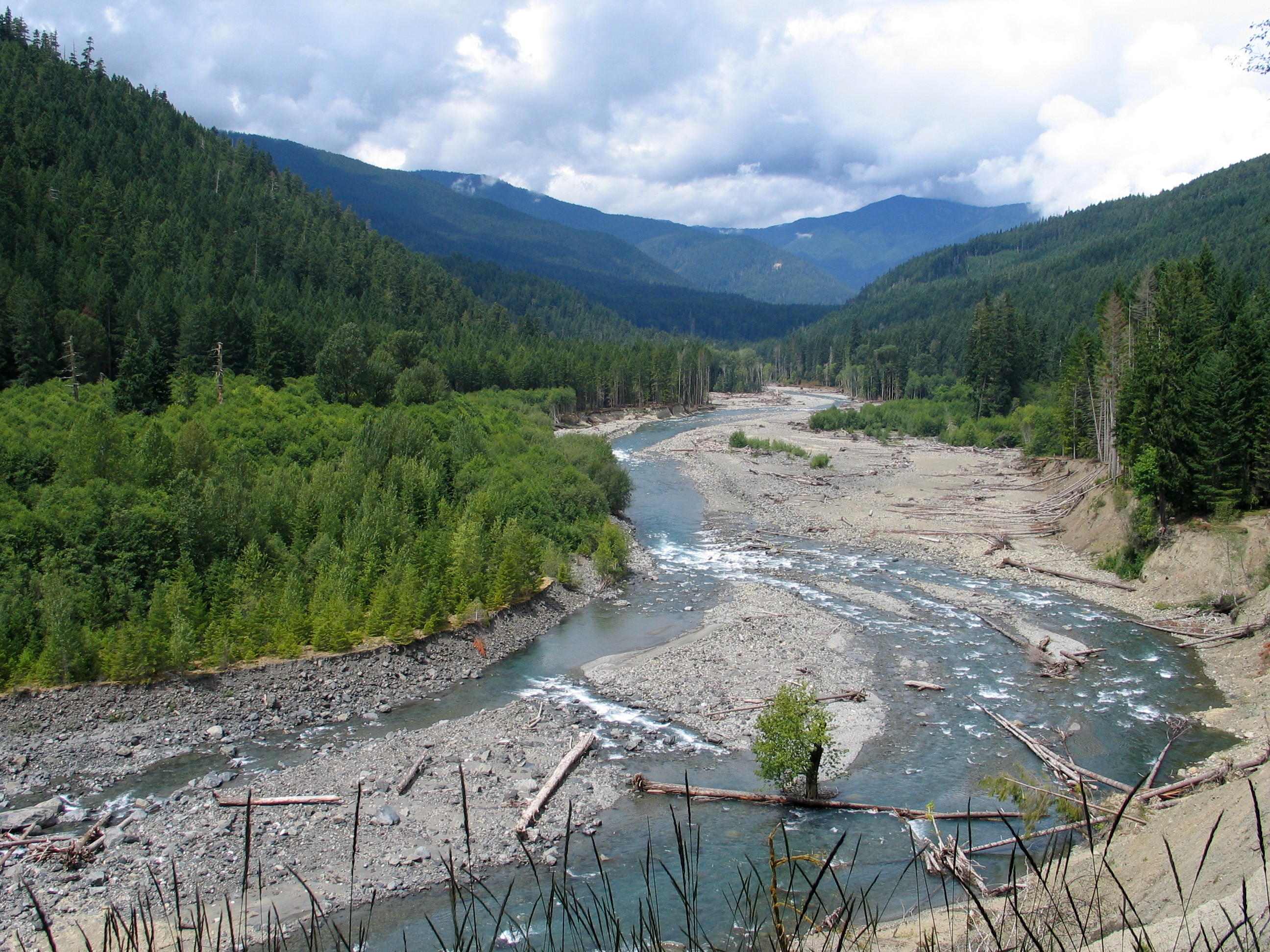
نهر إلوا

مشروع إلوا لاستعادة النظام البيئي هو مشروع القرن الحادي والعشرين لخدمة المتنزهات القومية الأمريكية، لإزالة سدين على نهر إلوا في شبه الجزيرة الأولمبية في ولاية واشنطن، وإعادة النهر إلى حالته الطبيعية. إنه أكبر مشروع لإزالة السدود في التاريخ وثاني أكبر مشروع لاستعادة النظام البيئي في تاريخ خدمة المتنزهات القومية، بعد ترميم إيفرجليدز. المشروع المثير للجدل، الذي كلف نحو 351.4 مليون دولار، كان محل نزاع وحظر دوريًا لعقود. دُعم من خلال تعاون كبير بين قبيلة لور إلوا كلام، والوكالات الفيدرالية والولاية. بدأت عملية إزالة السد الأول، في سبتمبر 2011 واكتمل قبل الموعد المحدد في مارس 2012. واكتملت إزالة السد الثاني سد جلينز كانيون، في 26 أغسطس 2014.

## تاريخ نهر إلوا
تاريخيًا، كان نهر إلوا أحد الأنهار القليلة في الولايات المتحدة المتجاورة التي دعمت جميع أنواع السلمون النادرة التي تعيش في شمال غرب المحيط الهادي. من المعروف أن عشرة أنواع من أسماك السلمون والتروت كانت موجودة في النهر قبل بناء السدود وهي سلمون شينوك، السلمون المرقط، سلمون الصاحب، السلمون الأحمر، السلمون الأحدب،

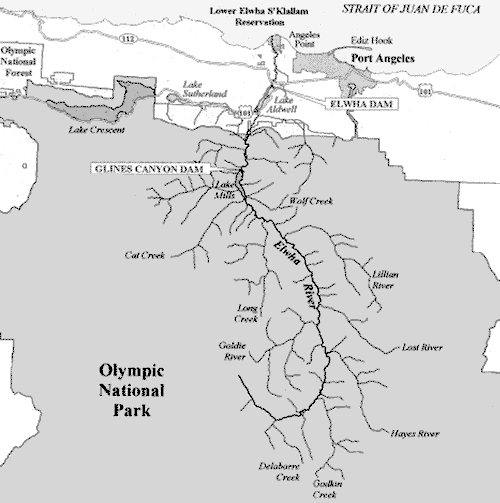
موقع السد على نهر إلوا

سلمون كو هو، السلمون المرقط السفاح، السلمون المرقط الثور، يعد النهر المنتج الأكثر إنتاجًا للأسماك في شبه الجزيرة الأولمبية، كان معروفًا خصوصًا بسمك السلمون شينوك الكبير جدًا، الذي يصل وزنه إلى 45 كيلوغرامًا. قبل بناء السدين على النهر في أوائل القرن العشرين، كانت تعاد ما يقدر بنحو 392000 سمكة سنويًا لتتكاثر، بحلول أواخر القرن العشرين، انخفض العدد إلى أقل من  3000سمكة. كان السلمون الوردي أكثر أنواع السلمون عددًا في النهر، مع أكثر من 250000 عائد بالغ. بحلول الثمانينيات من القرن الماضي، انخفض هذا الرقم إلى ما يقرب من الصفر. احتل كوهو أكبر مساحة من مستجمعات المياه، حيث صعد العديد من الروافد، وتقريبًا إلى منابع نهر إلوا.لطالما كان سمك السلمون مصدرًا غذائيًا مهمًا للغاية لقبيلة لور إلوا كلام، الذين استوطنوا أراضي هذه المنطقة منذ آلاف السنين، وما زالوا يعيشون على الأرض عند مصب النهر.

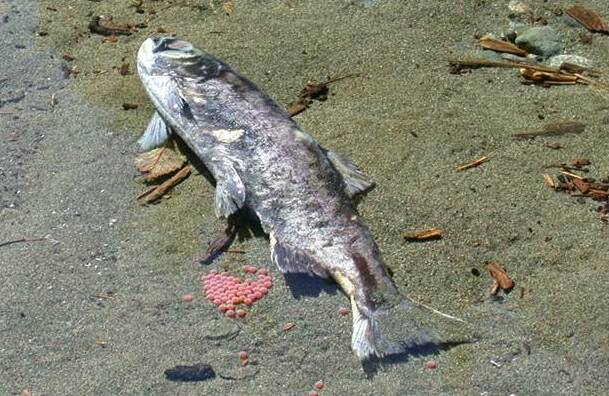
اسماك سلمون ميتة

أصبحت أسماك السلمون مصدر القيمة الغذائية لكثير من الحيوانات، مثل الدب الأسود، القيوط، الذئاب الرمادية، الأشهب، الراكون، وغيرها. تناثرت جثث السلمون على ضفاف مجرى النهر خلال فصل الخريف والربيع، ما يتحلل ويثري التربة. في حوض نهر إلوا، سمك السلمون ساهم بأكثر من 300 طن من الفوسفور والنيتروجين كل عام، بواسطة الجثث المتحللة. بهذه الطريقة لعب السلمون دورًا مهمًا في الصحة
العامة للنظام البيئي. يستفيد نحو  130نوعًا من العناصر الغذائية الموجودة في جيف السلمون. اليوم، يقع نحو 83% من مستجمعات المياه في نهر إلوا داخل الحديقة الوطنية الأولمبية، حيث تكون محمية أكثر من أي نهر آخر في شبه الجزيرة الأولمبية. على عكس العديد من الأنهار الأخرى في شبه الجزيرة التي تضررت أحواضها بسبب الاستخدام المكثف للأراضي، خاصةً قطع الأشجار. لا يزال حوض إلوا في حالة طبيعية إلى حد بعيد. حدث تطوير محدود أسفل النهر من حدود المتنزة. تسحب المياه للاستخدامات البلدية والصناعية ويحدث قطع الأشجار.

## السدود

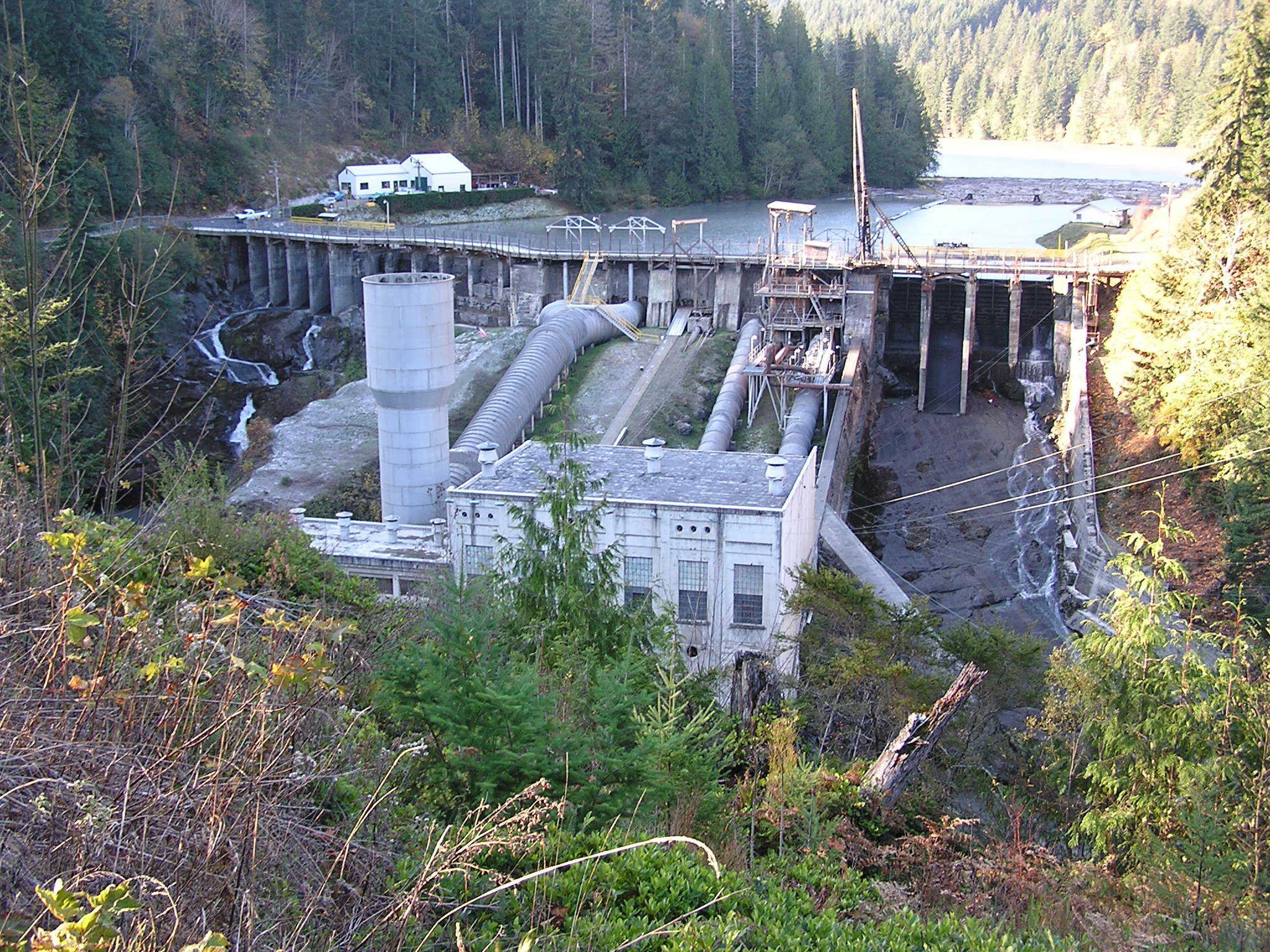
سد إلوا

كان الهدف الأساسي لهذا المشروع هو إزالة (33 مترًا) سد إلوا و(64 مترًا) سد غلينز كانيون من نهر إلوا في شبه الجزيرة الأولمبية بولاية واشنطن. بُني سد إلوا بين عامي 1910 و1912 من قبل توماس الدويل، الذي كان يمتلك أرضًا في المنطقة. أدى ذلك إلى منع مرور الأسماك المهاجرة، فاقتصرت ضمن 7.9 كم من النهر أسفل السد. سنة 1927، بُني سد غلينز كانيون على بعد  11كم من سد إلوا.